# Latrodectus tredecimguttatus
Latrodectus tredecimguttatus är en spindelart som först beskrevs av Rossi 1790.  Latrodectus tredecimguttatus ingår i släktet änkespindlar, och familjen klotspindlar. Inga underarter finns listade i Catalogue of Life.